# Diocèse de Salisbury
Pour les articles homonymes, voir Salisbury.
Le diocèse de Salisbury (en anglais : diocese of Salisbury) est un diocèse anglican de la Province de Cantorbéry. Il s'étend sur la majorité des comtés du Dorset et du Wiltshire. Son siège est la cathédrale de Salisbury.

## Archidiaconés
Le diocèse se divise en quatre archidiaconés :
- L'archidiaconé de Dorset
- L'archidiaconé de Sarum
- L'archidiaconé de Sherborne
- L'archidiaconé de Wilts